# Sturgeon River (Marchington River)
Der Sturgeon River ist ein linker Nebenfluss des Marchington River im Kenora District im Westen der kanadischen Provinz Ontario.
Der Sturgeon River bildet den Abfluss des Sturgeon Lake. Kurz darauf überquert der Ontario Highway 599 den Fluss. Er fließt in überwiegend westlicher Richtung durch den Kanadischen Schild und mündet bei Robinson in das östliche Ende des Marchington Lake. Dieser wird vom Marchington River entwässert. Die Bahnlinie der Canadian National Railway überquert den Sturgeon River kurz vor der Mündung. Auf seinem Weg nach Westen durchfließt der Sturgeon River mehrere Seen, darunter Fourbay Lake, Dizzy Lake, Conver Lake, Spruce Lake und Singapore Lake. Zwischen den Seen überwindet der Fluss mehrere Stromschnellen. In den Conver Lake mündet der Lake of Bays River von Süden kommend sowie der Nesbitt Creek von Norden kommend. Der Sturgeon River hat eine Länge von etwa 40 km.